# Adelotremus deloachi
Espèce
Adelotremus deloachi est une espèce de poissons marins de la sous-famille des Blenniinae (famille des Blenniidae).

## Description
Adelotremus deloachi peut mesurer, queue non comprise, jusqu'à 35 mm pour le mâle et jusqu'à 29 mm pour la femelle. Ce poisson se rencontre sur fond sablonneux, en partie enfoui dans un trou où il disparait lorsqu'il est effrayé.

## Répartition
Adelotremus deloachi est endémique d'Indonésie et, au moment de sa description, ce poisson n'était connu que de Bali et du détroit de Lembeh mais était considéré comme pouvant avoir une plus grande aire de répartition. Il est présent entre 10 et 17 m de profondeur.

## Systématique
Le nom valide complet (avec auteur) de ce taxon est Adelotremus deloachi Smith-Vaniz (d), 2017,.

### Étymologie
Son épithète spécifique, deloachi, lui a été donnée en l'honneur de Ned DeLoach (1944-) pour ses « livres, articles de magazines et photographies qui célèbrent la beauté et la diversité des poissons de récif et qui ont permis à de nombreux plongeurs et observateurs de poissons à prendre conscience de l'importance de la protection de l'environnement marin et de sa faune ».

### Publication originale
- (en) William F. Smith-Vaniz, « A new species of the fangblenny Adelotremus from Indonesia, with supplemental description of A. leptus (Teleostei: Blenniidae: Nemophini) », Zootaxa, Magnolia Press (d), vol. 4258, no 2,‎ 27 avril 2017, p. 179-186 (ISSN 1175-5334 et 1175-5326, OCLC 49030618, PMID 28609928, DOI 10.11646/ZOOTAXA.4258.2.7, lire en ligne).